# Bossiaea obcordata
Bossiaea obcordata är en ärtväxtart som först beskrevs av Étienne Pierre Ventenat, och fick sitt nu gällande namn av George Claridge Druce. Bossiaea obcordata ingår i släktet Bossiaea och familjen ärtväxter. Inga underarter finns listade i Catalogue of Life.